# Ernst Bernhard Vitzthum von Eckstädt
Ernst Bernhard Graf Vitzthum von Eckstädt (* 26. September 1831 in Dresden; † 2. Januar 1917 in Oberlößnitz) war ein königlich-sächsischer Offizier, zuletzt Oberst. 

## Herkunft
Er stammte aus der in den Grafenstand erhobenen Adelsfamilie Vitzthum von Eckstädt und war der Sohn von Karl (Carl) Alexander Nikolaus Graf Vitzthum von Eckstädt (1767–1834) und dessen zweiten Ehefrau Elisabeth, geborene Freiin von Friesen (1793–1878) aus dem Hause Rötha.

## Leben
Ernst Bernhard verbrachte zusammen die ersten neun Lebensjahre in Oberlichtenau. Bereits mit drei Jahren verlor er seinen Vater und wuchs so unter der Obhut seiner Mutter auf. Seine schulische Ausbildung erhielt er in Dresden. Dort besuchte er Vitzthumsche Gymnasium. Von 1865 wurde er als Hauptmann in den Königlichen Sächsischen Generalstab versetzt, wo er als Adjutant des Generalstabschefs diente. Im Jahr 1868 erfolgte seine Ernennung zum persönlichen Adjutanten des sächsischen Kronprinzen Albert. Er nahm am Deutsch-Französischen Krieg teil. Nach dem Waffenstillstand von 1871 bat Ernst Graf Vitzthum um Entlassung aus der Adjutantenstellung. Er diente in der Kavallerie.
In den Jahren 1874 bis 1878 befehligte Ernst Graf Vitzthum als Oberst das Oschatzer Ulanenregiment. Nach Streitereien mit seinen Vorgesetzten nahm er nach achtundzwanzig Jahren Dienstzeit Abschied vom Militär.
Ernst Graf Vitzthum konnte auf Bitten seiner Schwester Julie, Oberin des dortigen Luisenstiftes, eine völlig neue Betätigung finden. Er leitete zuerst als Stiftsverweser die Verwaltungsgeschäfte dieser zur evangelisch-lutherischen Diakonissenanstalt gehörenden Einrichtung. Unter seiner Leitung als Vorsitzender des Vorstandes der Diakonissenanstalt wurde auch ein zu dieser Zeit mit den modernsten Anlagen versehenes Krankenhaus als Lehrstätte für die Schwesternschaft errichtet. Mit 63 Jahren gab er sein Amt als Vorsitzender des Vorstandes auf und beschränkte sich auf die Verwaltung der Lößnitzer Anstalten des Diakonissenhauses.

## Familie
Ernst Bernhard verheiratete sich am 1871 Gräfin Helene von Wallwitz, geborene Edle von der Planitz, Obersthofmeisterin der sächsischen Kronprinzessin Carola. Das Paar hatte zwei Söhne:
- Johann Friedrich (1874–1952),
- Bertold Georg (1880–1945), Kunsthistoriker.